# Боров, Заурбек Темиркоевич
Заурбек Темиркоевич (Бек-)Боров (1846, Владикавказский округ, Терская область — 1926) — ротмистр царской армии, генерал-майор персидской армии, командир кавалерийской дивизии, полный георгиевский кавалер, участник Первой мировой войны.

## Биография
Родился в 1846 году в семье участника русско-турецкой войны 1877—1878 годов прапорщика Темурко (Темарко Дудиевича) Борова. Начал службу в 1870-х годах в Назрановском округе Терской области. Впоследствии служил в конвое Александра II. Затем окончил военное училище и был направлен во Владикавказ. В 1890-х годах был с повышением переведён в Туркестанский военный округ, где стал полицмейстером Ашхабада.
На новом месте Боров был обвинён в превышении власти. Начались многочисленные проверки. Боров бежал в Персию, где в это время шла гражданская война. Он встал на сторону Мохаммад Али-шаха и сразу был произведён в генерал-майоры, став первым ингушом, получившим чин генерала персидской армии. После низложения шаха генерал Боров с шахом бежали в Россию. В России в это время новым императором Николаем II была объявлена амнистия, таким образом Борову удалось избежать наказания за свой побег.
После начала Первой мировой войны в Ингушетии был сформирован Ингушский конный полк «Дикой дивизии». В него поступил на службу и Заурбек Боров со своими сыновьями Султанбеком и Исмаилом. К концу войны Заурбек Боров был произведён в поручика и стал полным Георгиевским кавалером. Его сын Султанбек стал ротмистром и Георгиевским кавалером, но погиб на фронте. Исмаил дослужился до корнета.

## Семья
Супругой Заурбека Борова была Пахи — старшая дочь полного георгиевского кавалера Эльджи Джабагиева. У супругов было два сына и две дочери. Пахи скончалась в депортации в 1944 году в городе Акбасар.

## Память
В городе Магас именем Заурбека Борова названа одна из улиц.